# قائمة أعمال أبو بكر عزت
هذه قائمة بمعظم أعمال التي شارك بها أبو بكر عزت

## مسرحيات
- سنة مع الشغل اللذيذ
- الدبور
- المفتش العام
- البيجاما الحمراء
- قصر الشوق
- الدخول بالملابس الرسمية
- علي جناح التبريزي وتابعه قفة
- مسرحية عريس في اجازة
- مسرحية سكر زيادة
- مسرحية حركة ترقيات

## السينما

### 1990
- المرأة والساطور 1997
- الرجل الشرس 1996
- الزمن والكلاب 1996
- لصوص خمس نجوم 1994
- دموع صاحبة الجلالة1992
- ضد الحكومة 1992
- الهروب 1991
- الإمبراطور 1990

### 1980
- أصدقاء الشيطان 1988
- الفلوس والوحوش 1988
- المتمرد 1988
- القطار 1986
- المخبر 1986
- امرأة متمردة 1986
- رجل قتله الحب 1986
- عذراء وثلاثة رجال 1986
- المطارد 1985
- قمر الليل 1984
- كلاب الحراسة 1984
- لك يوم يا بيه 1984
- الاحتياط واجب 1983

### 1970
- انقذوا هذة العائلة 1979
- خائفة من شيء ما 1979
- أفواه وأرانب 1977
- شيلني وأشيلك 1977
- 13 كدبة وكدبة 1977
- الكروان له شفايف 1976
- على ورق سيلوفان 1975
- أشياء لا تشترى 1970

### 1960
- الحرامي 1969
- ميرامار 1969
- إجازة صيف 1967
- شقة الطلبة 1967
- معبودة الجماهير 1967
- 30 يوم في السجن 1966
- الحياة حلوة 1966
- العبيط 1966
- الوديعة 1965
- زوج في إجازة 1964
- ثورة البنات 1964
- النظارة السوداء 1963
- شقاوة بنات 1963
- زوجة ليوم واحد 1962

## المسلسلات
- الناس والفلوس
- أرابيسك - تأليف - أسامه أنور عكاشه
- زيزينيا - تأليف - أسامه أنور عكاشه
- الحلم الجنوبي
- وجع البعاد
- مكان في القلب
- بنت أفندينا
- على نار هادئة
- طعم الأيام - تأليف - محمد حلمي هلال
- رأفت الهجان - الجزء الثالث
- السقوط في بئر سبع
- علي الزيبق في دور سنقر الكلبي 1985
- ومضى عمري الأول 2006
- الزوجة أول من يعلم (1987)